# Рейхсвер

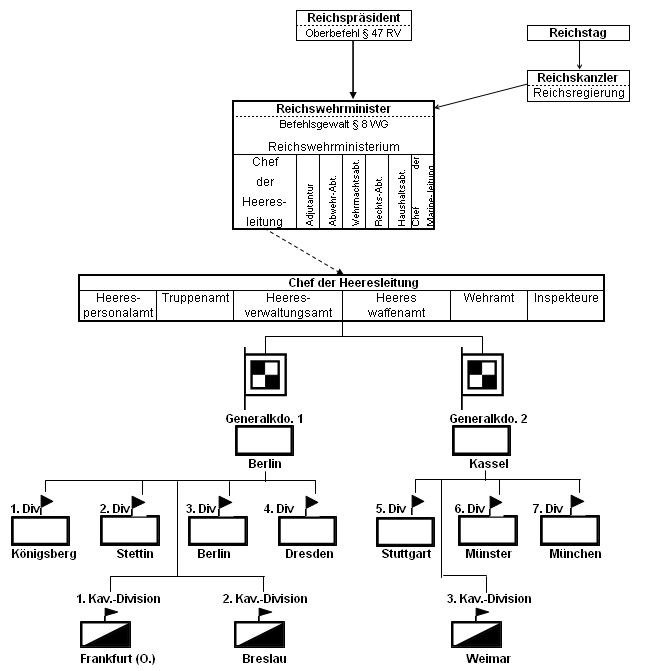
Структура Рейхсверу, 1920–1934

Рейхсве́р (нім. Reichswehr від Reich держава, імперія та Wehr оборона) — Збройні сили Німеччини в 1919–1935, обмежені за складом і чисельністю умовами Версальського мирного договору 1919. Вербувалися за наймом (115 тис. чоловік і обмежене число кораблів).
Після поразки Німецької імперії в Першій світовій війні 1914-18 6 березня 1919 Веймарські національні збори прийняли закон про створення тимчасового рейхсверу чисельністю 400 тис. ос., як перехідної форми на шляху розгортання масової армії. Однак на підставі Версальського мирного договору 1919 і розробленого на його основі військового закону від 23 березня 1921 чисельність рейхсверу скорочувалася до 115 тис. ос. (100 тис. у сухопутних військах і 15 тис. у ВМС), а озброєння різко обмежувалося. За цим законом про оборону країни, німецькі збройні сили (рейхсвер) поділялися на сухопутну армію (нім. Reichsheer) і військово-морський флот (нім. Reichsmarine). Німеччині було заборонено мати Генеральний штаб, військову авіацію, підводні човни, великі бойові кораблі, зенітну і важку артилерію, а також хімічну зброю.

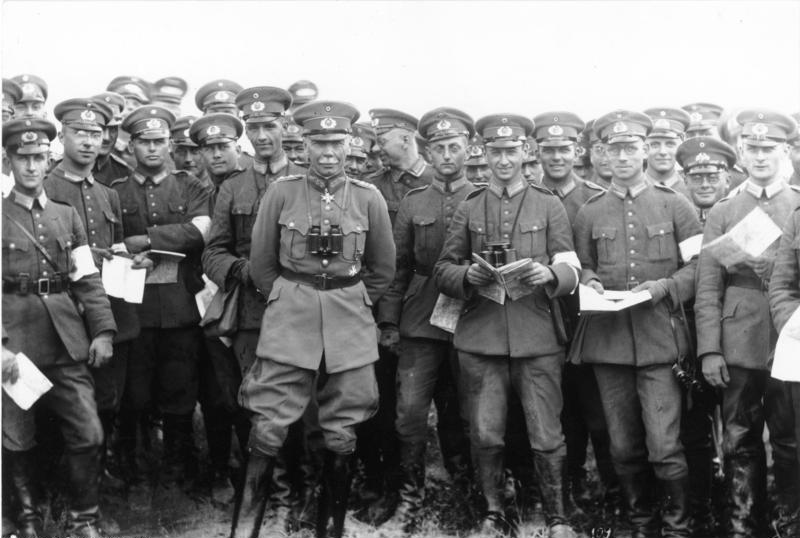
Генерал Ганс фон Зект на навчаннях Рейхсверу у 1925

Структура рейхсверу остаточно склалася до початку 1924 року. Вона будувалася з розрахунком, щоб на базі рейхсверу в майбутньому без докорінної організаційної ломки розгорнути масову армію. Міністерство рейхсверу створило дві військові (армійські) групи (1-а — зі штабом в Берліні в складі 4 піхотних і 2 кавалерійських дивізій, 2-а — зі штабом в Касселі в складі 3 піхотних і 1 кавалерійської дивізій) і 7 військових округів, кожен з яких включав 1 піхотну дивізію (12 тис. чол.). Діяльність керівництва рейхсверу була спрямована головним чином на нелегальну підготовку кадрів і розгортання масових збройних сил, поступове переозброєння армії і флоту.
З моменту свого утворення рейхсвер мав прихований резерв, т. зв. «Чорний рейхсвер», який включав загони місцевої самооборони (хеймвер), солдатські і офіцерські союзи, спілки ветеранів («Сталевий шолом», «Кіфхойзербунд», «Вікінг», «Младогерманський орден», «Національна спілка німецьких офіцерів» тощо), воєнізовані молодіжні та спортивні союзи і клуби, що об'єднували кілька млн осіб і діяли під керівництвом командування рейхсверу. Резервом рейхсверу були також офіційно дозволені частини прикордонної охорони (близько 100 тис. ос.), і поліцейські формування (200 тис. ос.), організація, озброєння і бойова підготовка яких брало будувалися за армійським принципом і знаходилися під контролем міністерства рейхсверу.
Велика робота проводилася зі створення ВПС. Підготовка та перепідготовка військових льотчиків здійснювалися нелегально у військових округах і через цивільну авіацію. Зважаючи на те, що Німеччині заборонялося мати власну воєнну промисловість, виробництво зброї і військової техніки було організовано за кордоном. За проектами німецьких конструкторів у багатьох країнах будувалися літаки, підводні човни та надводні кораблі новітніх типів. З перших років свого існування і особливо з кінця 20-х рр. рейхсвер був тісно пов'язаний з націонал-соціалізмом. У роки економічної кризи 1929-33 його керівництво зіграло вирішальну роль у встановленні в Німеччині нацистської диктатури. З приходом Гітлера до влади почали втілюватися в життя плани створення масової армії. До жовтня 1934 було завершено розгортання 21 піхотних дивізії, збільшилася чисельність армії до 300 тис. ос.
16 березня 1935 Німеччина запровадила загальну військову повинність, в односторонньому порядку анулювавши військові статті Версальського договору. На базі рейхсверу почалося формування багатомільйонного Вермахту.

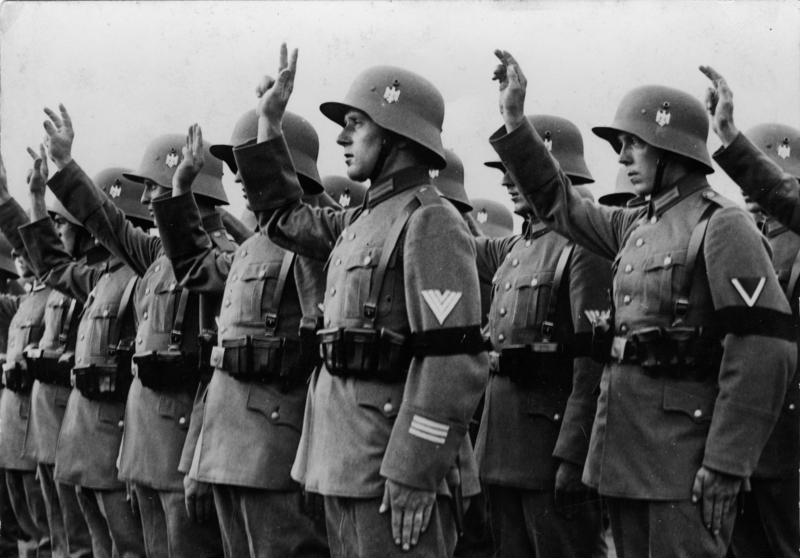
Солдати Reichsheer в серпні 1934 з піднятими руками в традиційному жесті schwurhand